# Capital da Fé (filme)
Capital da Fé (Capital of Faith) é um documentário de curta metragem que aborda a realidade da nova Igreja Evangélica Brasileira ilustrado com imagens do espetáculo da Fé e a cristianização inusitada por meio da cultura gospel, O filme é um retrato dessa crença militante vivenciada na cidade de São Paulo, trazendo uma tensão entre o conservadorismo inovador e as contradições de um Cristianismo Corporativo. Produzido com a finalidade de levantar um debate sobre a temática neopentecostal.
Filme participou do Festival Audiovisual Belém de 2016, da Mostra Brazilian Film Series de 2016 , Festival Latinoamericano de La Plata de 2016 e ganhou o Prêmio Juri Popular do Festival Audiovisual Mercosul de 2015.

## Ficha Técnica
Fotografia: Renan Silbar, Fábio Burnier e Clara Leite.  
Roteiro: Gabriel Santos e Renan Silbar. 
Som: Hyran de Mula.
Produção Executiva: Gabriel Galvão. 
Argumento: Gabriel Santos. 
Direção: Gabriel Santos e Renan Silbar
Produção: 35 pixels.
Montagem: Renan Silbar e Gabriel Santos. 